# Pješčani trputac
Pješčani trputac (lat. Plantago arenaria;  sin. Plantago indica), jednopgodišnja raslinja iz roda trputaca, porodica trpučevke. Rasprostranjen je po južnoj, središnjoj i istočnoj Europi, a raste po suhim i pjeskovitim tlima, pa joj otuda i ime. Uvezena je u niz država po Europi (Belgija, Švicarska, Estonija, Latvija, Litva, Bjelorusija), Aziji (Kina), i Americi (SAD, Kanada, gdje je nazivaju „sand plantain”) i Australiji.
Naraste do 30 cm (jednu stopu). Cvate od srpnja do kolovoza. Hermafrodit (ima i muške i ženske organe), oprašuje se vjetrom.

## Sinonimi
- Plantago annua (Thuill.) Rauschert
- Plantago arenaria var. garganica Ten.
- Plantago arenaria subsp. orientalis (Soják) Greuter & Burdet
- Plantago arenaria var. rossica (Tuzson) Lewalle
- Plantago indica L.
- Plantago italica S.G.Gmel. ex Steud.
- Plantago latifolia Wissjul.
- Plantago psyllia St.-Lag.
- Plantago psyllium L.
- Plantago ramosa Asch.
- Plantago ruthenica Adams ex Decne.
- Plantago scabra Moench
- Plantago scabra subsp. orientalis (Soják) Tzvelev
- Psyllium annuum Thuill.
- Psyllium arenarium (Waldst. & Kit.) Mirb.
- Psyllium arenarium subsp. orientale (Soó) Soják
- Psyllium indicum (L.) Mirb.
- Psyllium indicum subsp. orientale Soják
- Psyllium ramosum Gilib.
- Psyllium scabrum (Moench) Holub
- Psyllium scabrum subsp. orientale (Soó) Holub

- Plantago arenaria
- Plantago arenaria
- Plantago arenaria